# 卡斯卡斯基亞縣區 (伊利諾伊州蘭道夫縣)
卡斯卡斯基亞縣區（英語：Precincts (United States)）是位於美國伊利諾伊州蘭道夫縣的一個縣區。

## 地方資料
根據2010年美國人口普查的數據，卡斯卡斯基亞縣區的面積為69.20平方千米，當中陸地面積為62.26平方千米，而水域面積為6.93平方千米。當地共有人口47人，而人口密度為每平方千米0.68人。